# Gian Gastone de' Medici
Gian Gastone de' Medici (Florens, född 24 maj 1671, död 9 juli 1737, var den siste storhertigen av Toscana av huset Medici. 
Han var andre son till Cosimo III av Toscana och Marguerite Louise av Orléans. Han gifte sig med Anna Maria Franziska av Sachsen-Lauenburg 1697. De hade inga barn och de styrande i Europa bestämde att tronen skulle övergå till den tysk-romerske kejsaren Frans I vid Gian Gastones död.